# Fiat Cronos
Fiat Cronos är en personbil som tillverkas av Fiat Chrysler Automobiles argentinska dotterbolag för den sydamerikanska marknaden sedan 2018. Det är en sedanversion av brasilianska Argo.
Versioner:
| Modell | Motor               | Cylindervolym | Effekt | Bränslesystem      |
| ------ | ------------------- | ------------- | ------ | ------------------ |
| 1.3    | 4-cyl radmotor SOHC | 1332 cm³      | 99 hk  | Bränsleinsprutning |
| 1.8    | 4-cyl radmotor DOHC | 1747 cm³      | 130 hk | Bränsleinsprutning |